# Arycanda mixtilinea
Arycanda mixtilinea är en fjärilsart som beskrevs av W. Warren 1907. Arycanda mixtilinea ingår i släktet Arycanda och familjen mätare. Inga underarter finns listade i Catalogue of Life.